# Secteur pavé du Moulin-de-Vertain
Le secteur pavé du Moulin-de-Vertain (ou Pavé du Moulin-de-Vertain) est un chemin pavé qu'emprunte la course cycliste Paris-Roubaix et situé à Templeuve. Le secteur passe à proximité du moulin de Vertain.
Le secteur est relativement facile du fait de sa courte longueur (500 m) et de son faux plat descendant, cependant les pavés sont très mauvais avec une difficulté actuellement classée deux étoiles.

## Caractéristiques
- Longueur : 500 mètres
- Difficulté : 2 étoiles
- Secteur n° 8 (avant l'arrivée)

## Galerie photos

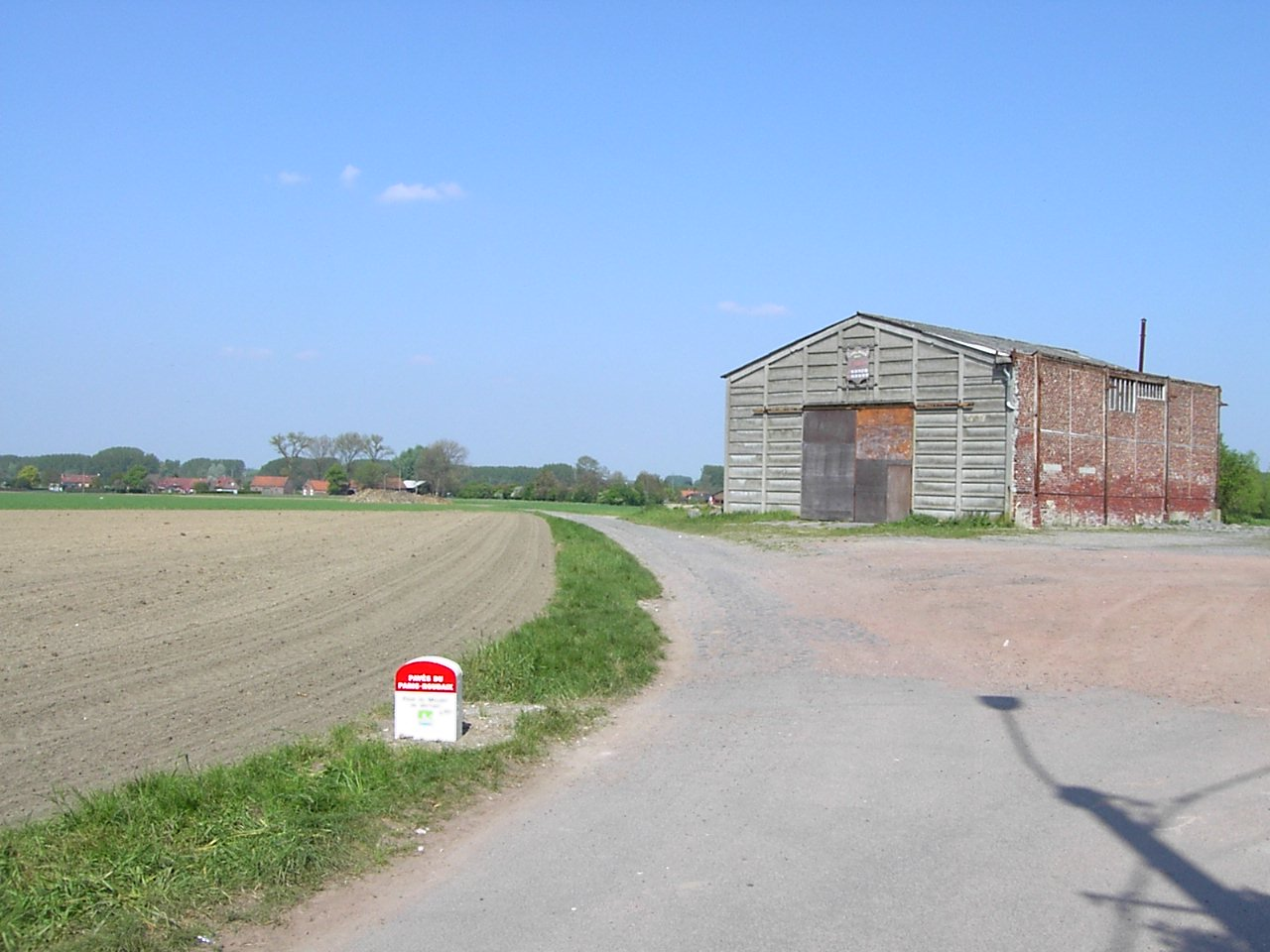
Entrée du secteur
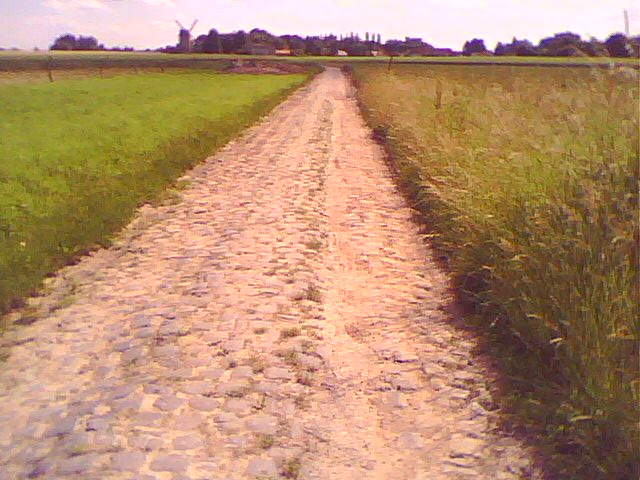
Vue du secteur
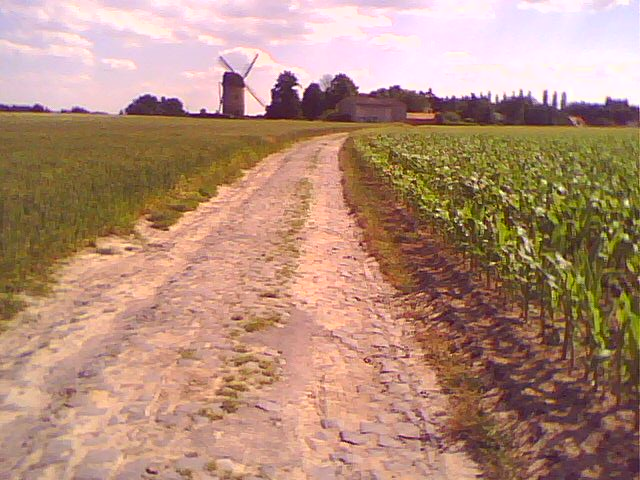
Vue du secteur, le moulin au fond
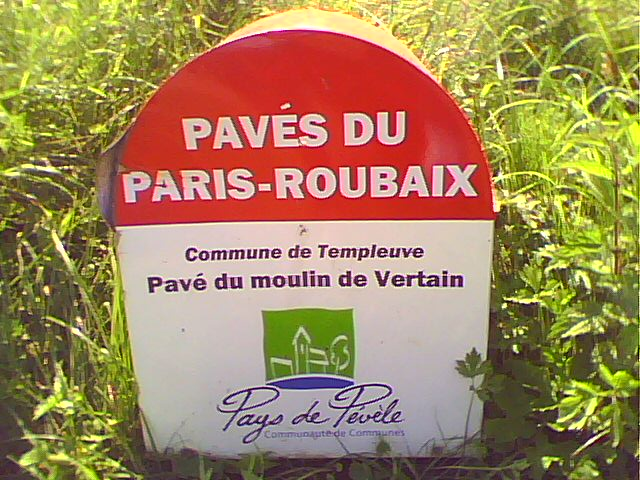
Panneau situé à l'entrée
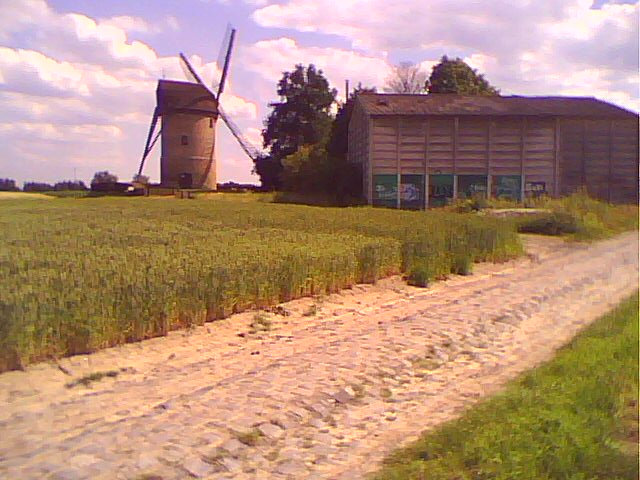
Le moulin de Vertain
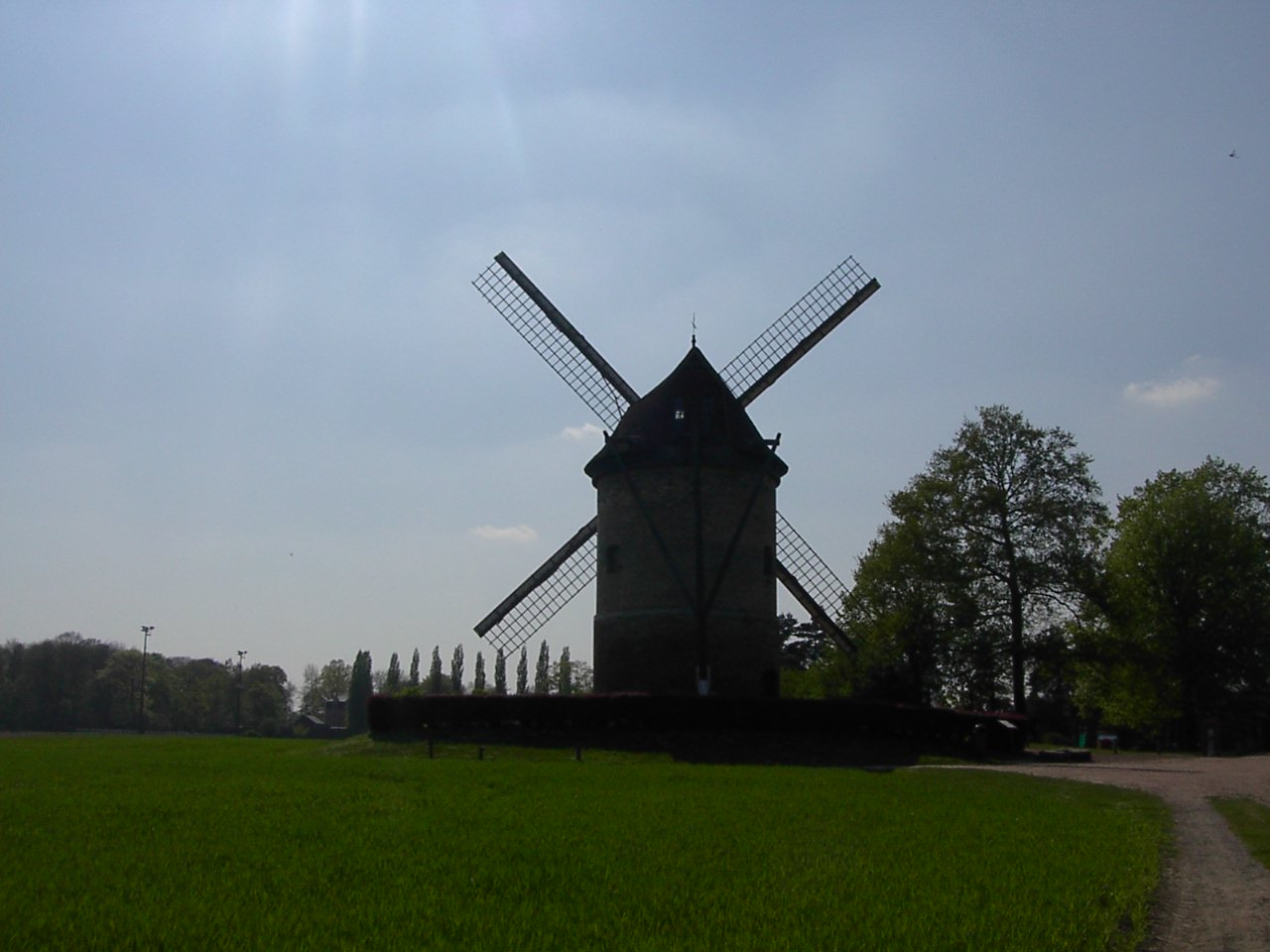
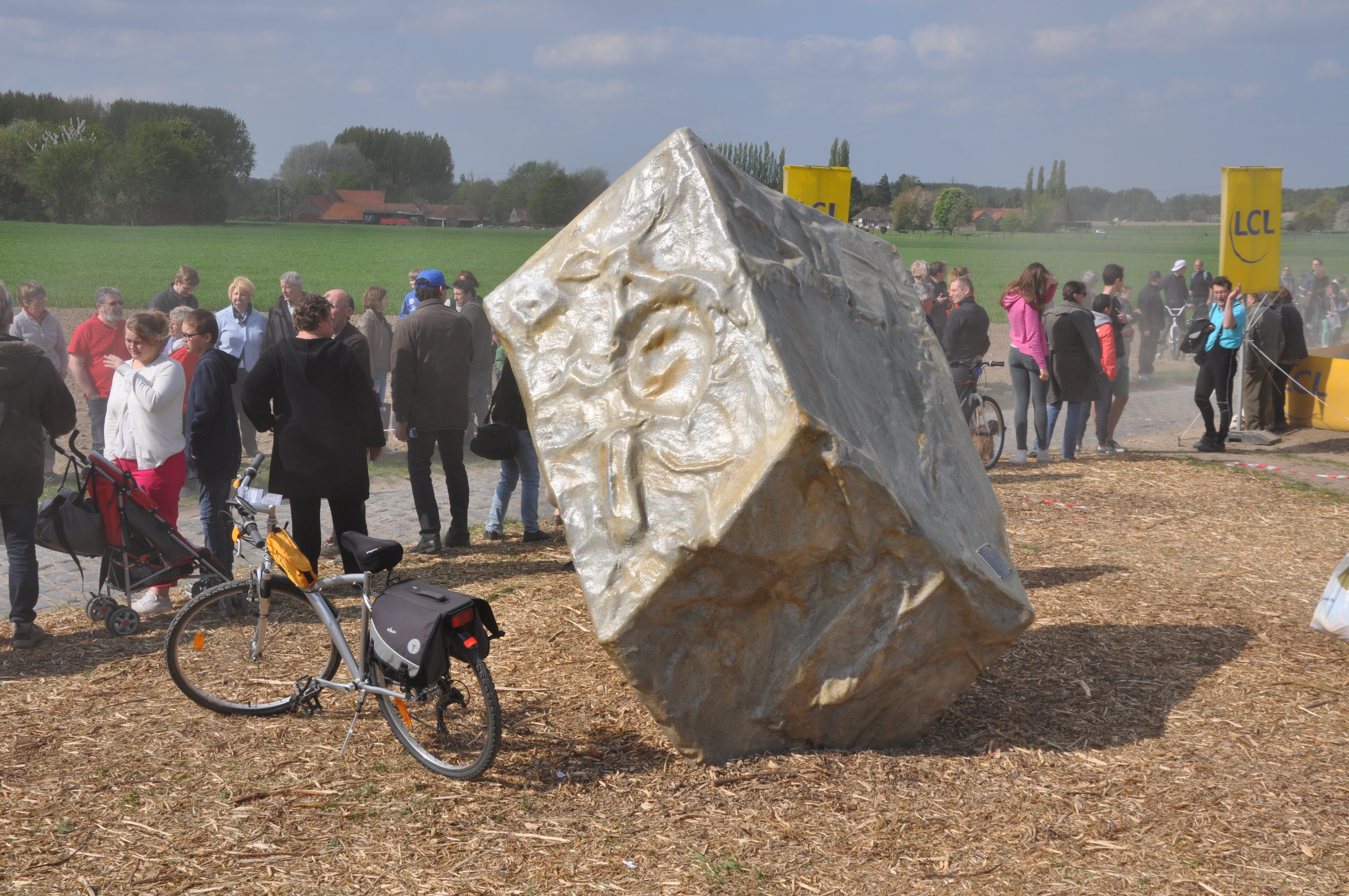
La Pavé du secteur pendant l'édition 2014
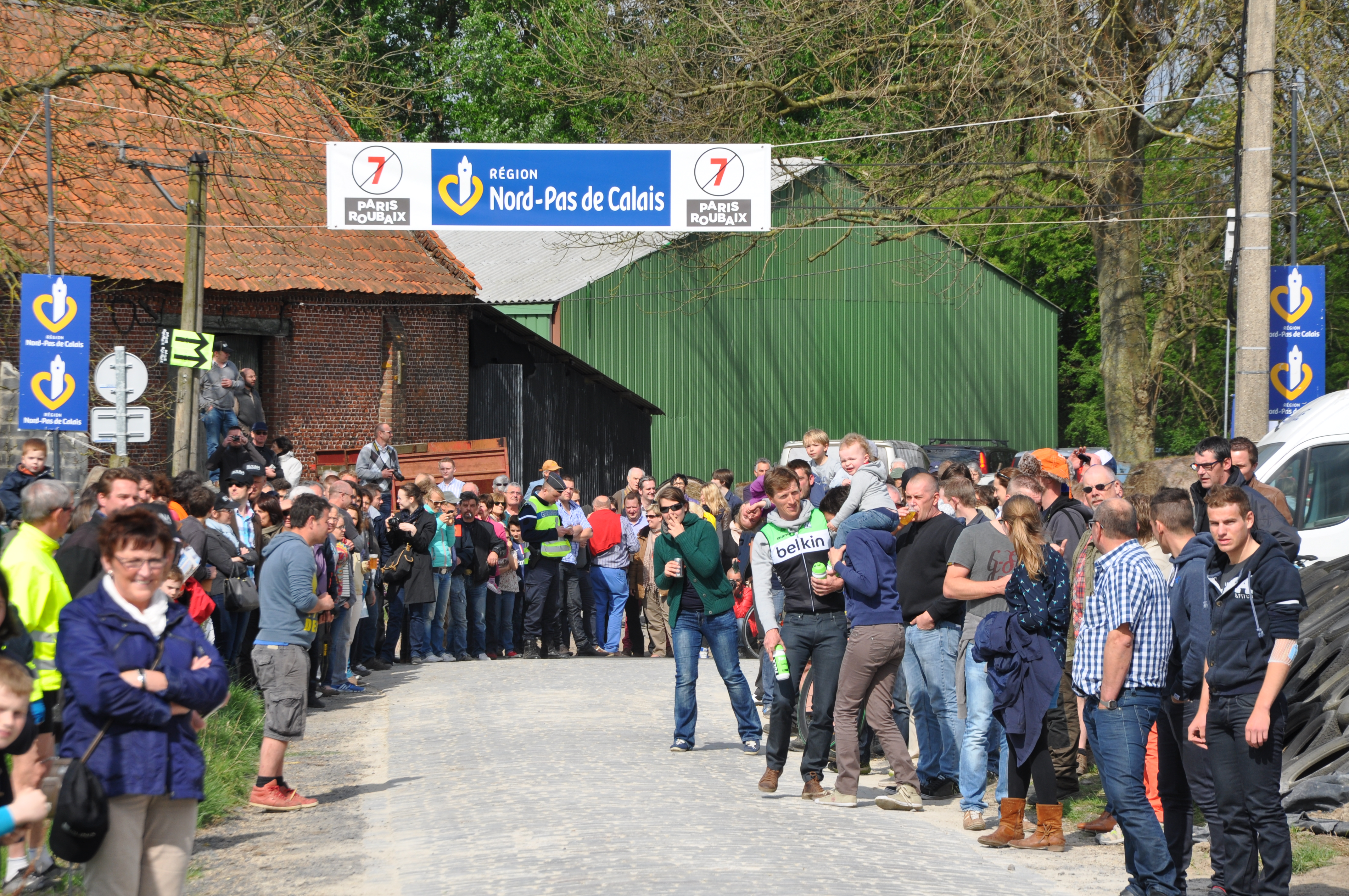
Fin du secteur pavé n°7 pendant l'édition 2014
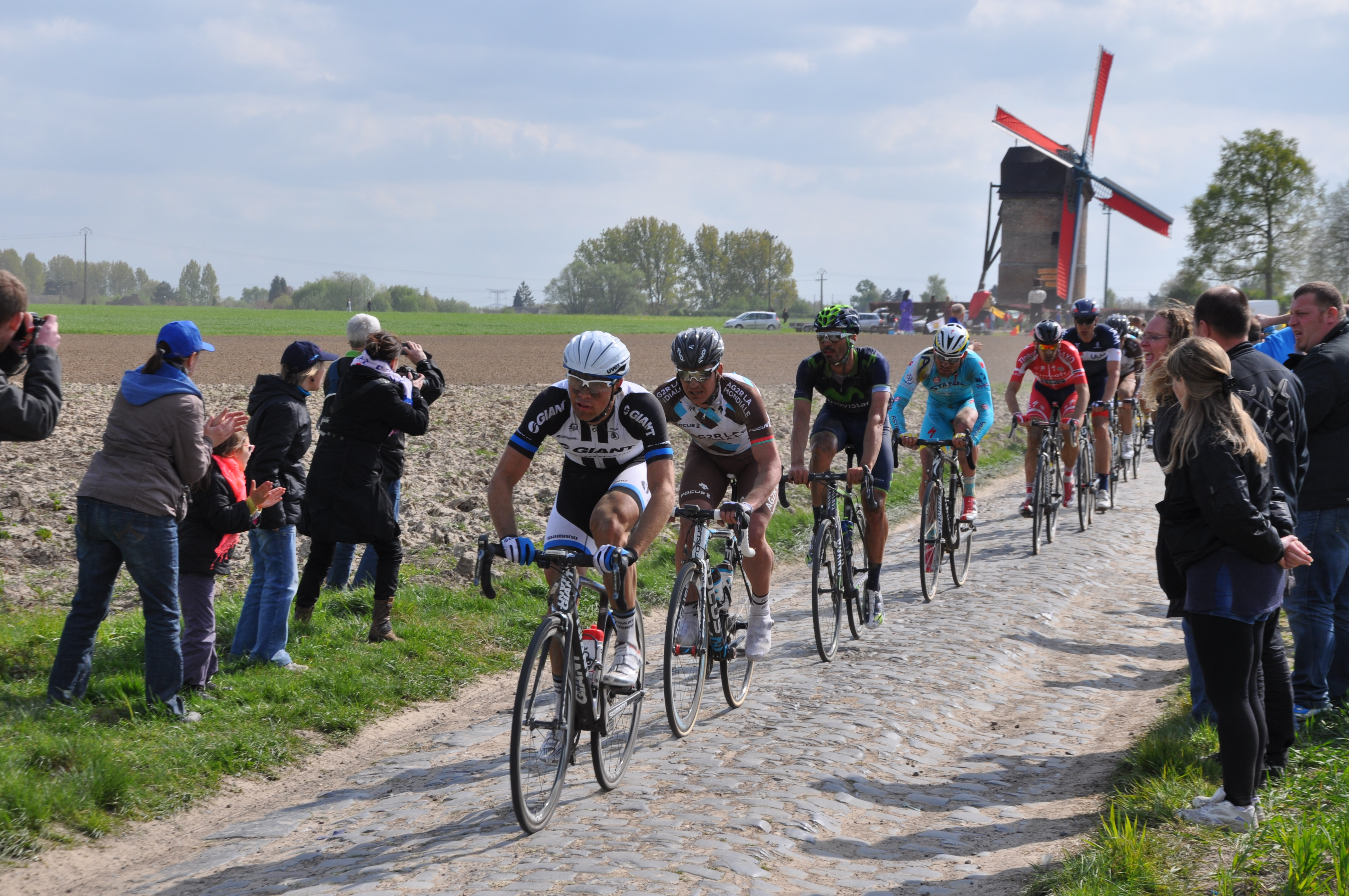
Secteur pavé n°7 pendant l'édition 2014
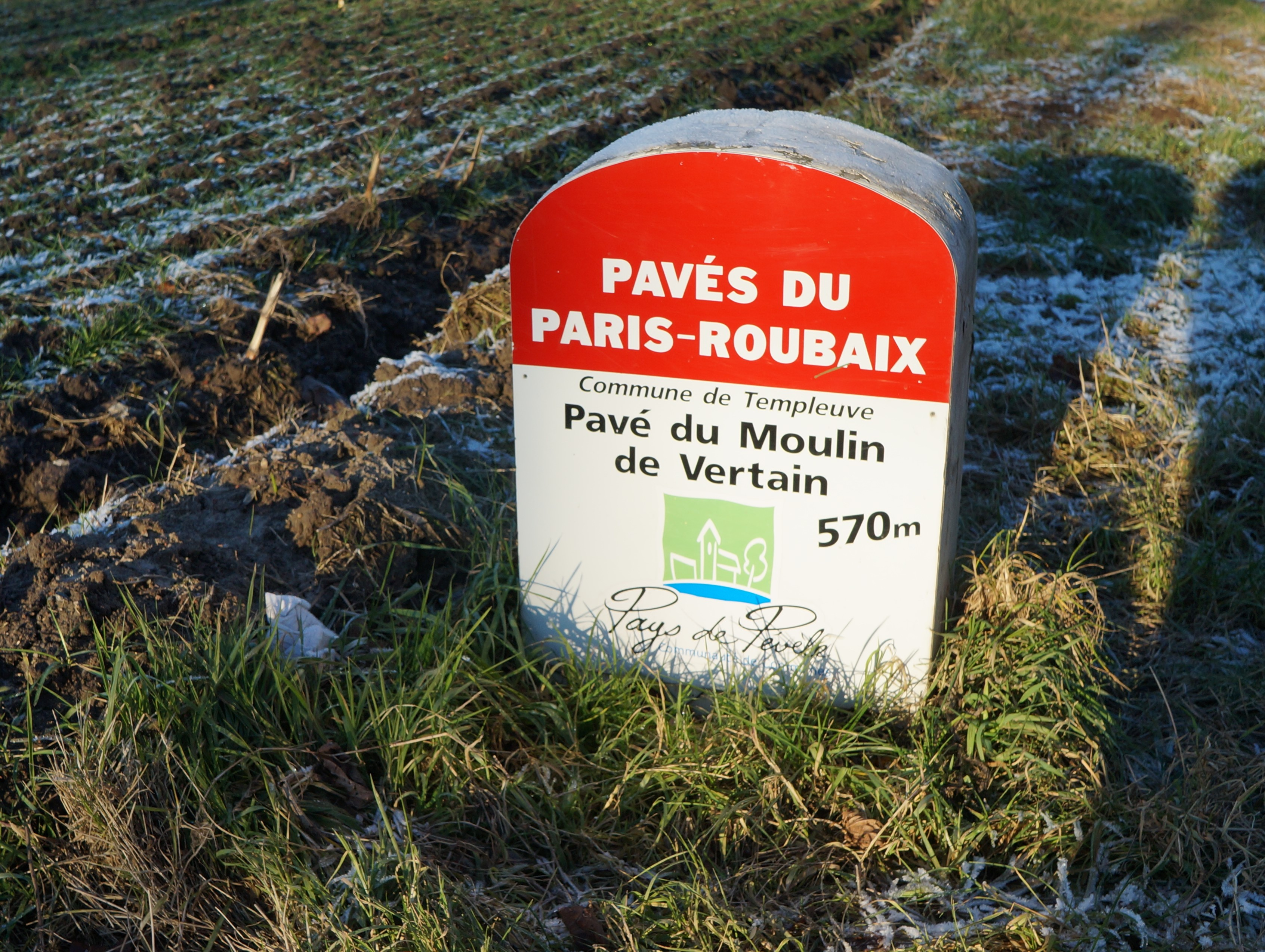
Secteur pavé n°7